# 監査法人
監査法人（かんさほうじん）とは、他人の求めに応じ報酬を得て、財務書類の監査又は証明を組織的に行うことを目的として、公認会計士法第34条の2の2第1項によって、公認会計士が共同して設立した法人をいう（公認会計士法第1条の3第3項）。
- 公認会計士法は、以下で条数のみ記載する。

## 概要
監査法人は、社員となろうとする5名以上の者によって設立され（このうち、少なくとも5名は公認会計士であることを要する）（法第34条の7第1項）、原則として公認会計士を社員とし（ただし、登録を受けた公認会計士以外の者も社員となりうる）（法第34条の4第1項）、公認会計士である社員が4名以下となった状態を法定解散事由とする（法第34条の18第2項）法人である。
監査法人には、法人に出資し社員として監査法人の重要事項の決定に参加する資格を持つ公認会計士のほか、従業員として法人と雇用契約を結ぶ公認会計士が在籍する。他に公認会計士でない社員及び従業員が在籍する。但し、公認会計士でない社員の割合は25%以下でなければならない（法第34条の4第3項、同施行規則第19条）。

## 沿革
- 1961年 大蔵省、協同組織体の研究を公認会計士協会に要請。
- 1965年 山陽特殊製鋼倒産事件などの影響により、組織的監査の導入を求める動きが活発化。
- 1966年 7月、監査法人として協同組織体としての業務を定める改正公認会計士法施行。
- 1967年 監査法人の第一号として監査法人太田哲三事務所の設置承認。
- 1968年 大蔵省、「一定規模以上の会社に係る証券取引法監査は監査法人に限ることが望ましい」との方針示す。
- 2008年 有限責任監査法人の第一号として新日本有限責任監査法人が金融庁において登録される。

## 社員の権利義務
社員の責任について持分会社の規定を多く準用する（法第34条の22第1項）ほか、監査法人の財産をもつてその債務を完済することができないときは、各社員は連帯してその弁済の責めに任じ（法第34条の10の5第1項）、業務執行につき社員は全て業務を執行する権利を有し義務を負うとされる（法第34条の10の2）。他の士業法人と同様、合名会社に近似する法人形態である。
2004年4月1日に指定社員制度が導入され、法人と連帯して無限連帯責任を負う社員を法人の指定する監査証明業務を行う社員に限定することができるようになった。

## 有限責任監査法人
今日では、監査業務の専門化、高度化の進展によりそれぞれの社員が全ての監査法人の業務を相互に監視することが困難となってきたため、2008年4月1日からは有限責任監査法人と呼ばれる新たな責任形態の監査法人制度が導入された。これは欧米における職業的専門家による事業体が利用するLLCを参考に創設された制度である。
有限責任監査法人という名称から誤解されがちであるが、監査報告書に署名した指定有限責任社員は被監査会社からの訴訟に対して無限責任を負う（法第34条の10の4及び第34条の10の5）。実質的には有限責任と無限責任の双方を具有する特殊な組織形態である。
有限責任監査法人は、第三者に対する損害賠償責任額を社員の出資の額を上限とするために、一定の財務要件や情報公開義務等を課すほか、その名称中に「監査法人」ならびに「有限責任」という文字を使用しなければならない（法第34条の3、同施行規則第18条）とされている。ほとんどの有限責任監査法人は「○○有限責任監査法人」（例：EY新日本・PwC Japan・太陽）または「有限責任監査法人○○」（例：トーマツ）という名称であるが、「有限責任○○監査法人」（例：あずさ）という名称を用いることも可能である。
なお、日本経済新聞では、文字数の制約により、有限責任監査法人であっても「○○監査法人」「監査法人○○」と報じることがほとんどである。

## 業務
監査法人の業務の範囲は大きく以下の3つに分けられ、独立性保持の観点から詳細な規制が存する。
1. 監査又は証明業務（法第34条の5本文、第2条第1項）
2. コンサルティング業務（法第34条の5第1号、第2条第2項）あるいは「2項業務」
3. 公認会計士試験に合格した者に対する実務補習（法第34条の5第2号）

### 監査証明業務
- 金融商品取引法監査 - 上場企業などに対して行う[4]。
- 会社法監査 - 会社法上の大会社・監査等委員会設置会社・指名委員会等設置会社[5]などに行う。
- 学校法人監査
- 独立行政法人監査[6]
- 国立大学法人監査[7]
- 公益法人監査
- 医療法人監査
- 社会福祉法人監査

### その他の業務
以下のような業務が行われている。
- 株式上場支援業務 (IPO)
- 財務デューデリジェンス - M&Aにおける被買収企業の財務諸表等の調査
- 特定目的の調査 - 技術援助契約のロイヤルティ調査など
- 内部統制関連業務 - 内部統制組織の調査や構築支援
- システム監査
- 原価計算業務
- 決算早期化のアドバイザリー・サービス
- CSR関連指導・助言業務 - 環境会計関係など

## 主な監査法人

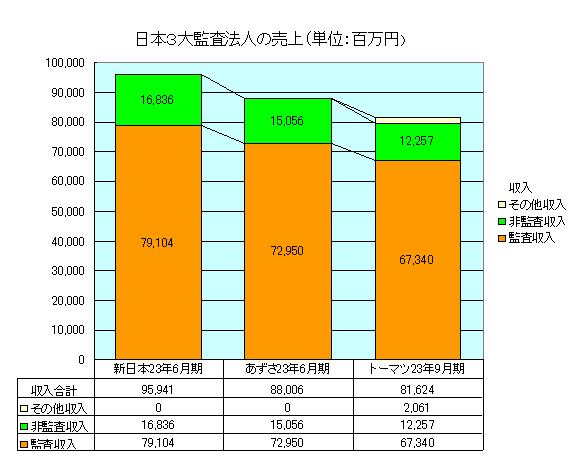
2011年の主な監査法人の売上高

グローバル化の進展により、現在では世界規模の大手会計事務所のネットワークであるBig4（4大監査法人）による寡占状態となっている。Big4の加入監査法人は、本部により提供される国際的に統一的な監査手法を用いてグローバル企業の監査（リファード業務等）を行っている。
詳細は4大会計事務所を参照
- プライスウォーターハウスクーパース - PwC Japan（旧PwCあらた・PwC京都）と提携、本部ロンドン
- デロイト トウシュ トーマツ - トーマツと提携、本部ニューヨーク
- アーンスト&ヤング - EY新日本と提携、本部ロンドン
- KPMG - あずさと提携、本部アムステルダム

かつてはアーサー・アンダーセンを加えて"Big 5"とされていたが、アンダーセンはエンロンの粉飾会計事件に関与したとして、大規模企業に対する監査業務が禁止されたため消滅した。

### 大手監査法人
公認会計士・監査審査会では「上場会社を概ね 100 社以上監査し、かつ常勤の監査実施者が 1,000 名以上の監査法人」を「大手監査法人」と定義し、具体的には、
- EY新日本有限責任監査法人（上場クライアント772社） -アーンスト&ヤング（本部ロンドン）と提携
- 有限責任監査法人トーマツ（751社） - デロイト トウシュ トーマツ（本部ニューヨーク）と提携
- 有限責任あずさ監査法人（632社） - KPMG（本部アムステルダム）と提携
- PwC Japan有限責任監査法人（196社） - プライスウォーターハウスクーパースと提携

を大手監査法人としている。これらは国際的な4大会計事務所とそれぞれ提携しており、日本国内においても「4大監査法人」と呼ぶことが多い。
なお、かつて4大監査法人の一角を占めていた中央青山監査法人は、2006年に金融庁より業務停止処分を受けた。これを受け、一部のメンバーがあらた監査法人を設立し、中央青山監査法人はみすず監査法人に改称した。
その後、2007年2月に監査業務の継続を断念したみすず監査法人は、顧客企業や会計士を他の三大法人などへ移管し、2007年7月31日に解散した。
2018年5月にはこの4法人で「残高確認システム共同プラットフォーム化推進協議会」を立ち上げ、監査先の債権・債務に対する残高確認手続きの効率化を図ることとなった。

### 準大手監査法人
公認会計士・監査審査会は「大手監査法人以外で、比較的多数の上場会社を被監査会社としている監査法人」を「大規模な監査法人に準ずる規模の監査法人（準大手監査法人）」  と定義し、具体的には
- 太陽有限責任監査法人（339社、提携先 - グラントソントン・インターナショナル）
- 仰星監査法人（114社、提携先 - ネクシアインターナショナル（英語版））
- 東陽監査法人（80社、提携先 - クロウ・グローバル）
- 三優監査法人（74社、提携先 - BDOインターナショナル）

を準大手監査法人としている。

### 中小規模監査事務所
その他の監査法人は公認会計士・監査審査会の定義では「中小規模監査事務所」とされており、例としては以下の監査法人がある。
- アーク有限責任監査法人（59社、提携先 - Kreston International）
- 監査法人アヴァンティア（36社、提携先 - International Accounting ＆ Audit Network）
- 監査法人A&Aパートナーズ（35社、提携先 - プラント・アンド・モラン（英語版））
- ひびき監査法人（29社、提携先 - PKFインターナショナル（英語版））
- 監査法人アリア（26社）
- 監査法人東海会計社（25社）
- RSM清和監査法人（24社、提携先 - RSMインターナショナル)
- 海南監査法人（24社）
- Mooreみらい監査法人（24社、提携先 - Moore Global Network）
- かなで監査法人（19社）
- UHY東京監査法人（19社、提携先 - UHY）
- 監査法人日本橋事務所（18社、提携先 - ベーカーティリーインターナショナル）
- 監査法人ハイビスカス（18社、提携先 - Russell Bedford International）
- ふじみ監査法人（17社、提携先 - BKRインターナショナル）
- 史彩監査法人（15社）
- 協立神明監査法人（15社）
- かがやき監査法人（13社）
- 八重洲監査法人（12社、提携先 - Kreston International）
- 清陽監査法人（12社）
- 東邦監査法人（12社）
- 五十鈴監査法人（12社）
- 清稜監査法人（12社）
- フロンティア監査法人（12社）
- 保森監査法人（12社）
- 監査法人和宏事務所（12社）
- HLB Meisei有限責任監査法人（10社、提携先 - HLB International）
- KDA監査法人（8社）
- えひめ有限責任監査法人（3社）
- あおい監査法人（5社）
- アスカ監査法人（提携先 - TIAG（The International Accounting Group)

なお、2025年7月現在、法令により上場企業の会計監査が可能な登録上場会社等監査人に登録されている監査法人は127ある。

## 記号
監査法人を表す㈼が「全角括弧付き監」としてUnicodeに含まれている。
| 記号 | Unicode | JIS X 0213 | 文字参照          | 名称                                             |
| ---- | ------- | ---------- | ----------------- | ------------------------------------------------ |
| ㈼   | U+323C  | -          | &#x323C; &#12860; | 全角括弧付き監 PARENTHESIZED IDEOGRAPH SUPERVISE |
| ㊬   | U+32AC  | -          | &#x32AC; &#12972; | 丸監 CIRCLED IDEOGRAPH SUPERVISE                 |